# Eva Viežnaviec
Eva Viežnaviec (belarussisch Ева Вежнавец; geboren 1972 in Rajon Ljuban, Minskaja Woblasz, Weißrussische SSR) ist ein Pseudonym der belarussischen Journalistin und Schriftstellerin Sviatlana Kurs.

## Leben
Sviatlana Kurs studierte Philologie an der Belarussischen Staatsuniversität in Minsk und graduierte 1994. Kurs arbeitete als Journalistin für die staatliche Belaruskaja Tele-Radio Campanija, für die Zeitung „Svaboda“, für Radio 101,2, das Belarusian Helsinki Committee, Radio Racyja, Transitions Online und Radio Free Europe/Radio Liberty. Sie betätigt sich auch als Übersetzerin. Kurs war im Jahr 2013 Feuchtwanger Fellow im von der Regierung Bundesrepublik Deutschland unterhaltenen Kulturinstitut Villa Aurora in Pacific Palisades in Kalifornien.
Unter dem Pseudonym Eva Viežnaviec veröffentlicht sie Belletristik, sie schreibt auch unter dem Pseudonym Sviatlana Adziniec. Hauptthemen ihrer Arbeiten sind die Integration des Bösen, das Aufdecken von Plattitüden, die Vermischung von Zauberei und Magie des Alltags, die religiöse Behandlung des Alkoholismus und die Vorwärtsbewegung als Selbstzweck.
Ihr Roman Was suchst du, Wolf? wurde 2021 in Belarus mit dem nach Jerzy Giedroyc benannten Romanpreis ausgezeichnet, die deutsche Übersetzung erschien 2023. Arbeiten von ihr wurden auch ins Polnische, Ukrainische und Tschechische übersetzt.

## Schriften (Auswahl)
- Was suchst du, Wolf? Übersetzt von Tina Wünschmann. Zsolnay, Wien 2023, ISBN 978-3-552-07336-4.